# Musée d'anatomie Delmas-Orfila-Rouvière
Musée d'anatomie Delmas-Orfila-Rouvière (Delmasovo, Orfilovo a Rouvièrovo anatomické muzeum), zkráceně často jen Musée Orfila je lékařské muzeum v Paříži. Nachází se v 6. obvodu v ulici Rue des Saints-Pères. Muzeum se specializuje na anatomii. Je součástí Musée de l'université de médecine při Univerzitě Paříž V.

## Historie
V roce 1794 založil profesor anatomie Honoré Fragonard (1732-1799) kabinet anatomie shromažďující vzorky pro lékařskou fakultu v Paříži. Sbírky kabinetu reorganizoval a výrazně rozšířil anatom Mathieu Orfila (1787-1853), který byl v roce 1832 jmenován děkanem lékařské fakulty. Orfila navštívil skotské univerzitní Hunterian Museum and Art Gallery, kde se inspiroval jeho sbírkami srovnávací anatomie. V roce 1844 z kabinetu vytvořil muzeum, které bylo v roce 1847 pojmenováno na jeho počest.
V roce 1881 muzejní sbírky obsahovaly téměř 4500 položek. Avšak na počátku 20. století byly voskové modely použity na osvětlení, takže se z původních položek dochovalo jen několik set exponátů. V roce 1947 profesor André Delmas (1910-1999) začal s obnovou muzea a jeho rozšiřováním a připojil k němu sbírku tkání profesora Henriho Rouvièra (1876-1952).
Muzeum bylo nejprve umístěno v ulici Rue de l'École de Médecine a od roku 1953 sídlí v 8. patře lékařské fakulty na Rue des Saints-Pères.

## Sbírky
Muzeum uchovává a vystavuje sbírku lidských a zvířecích tkání pro srovnávací běžnou anatomii. Sbírky obsahují asi 5800 položek týkajících se anatomie lidí a zvířat. Obsahuje širokou škálu anatomických vzorků, včetně malé opičky konzervované Fragonardem v roce 1797. Sbírka Paula Broca zahrnuje odlitky mozků ptáků, savců a lidí, včetně mozků dětí, zločinců a zástupců různých ras, včetně jeho vlastního mozku. Muzeum uchovává příklady srovnávací anatomie plazů a ptáků, odlitky hlav zločinců z 19. století, sbírku lebek z ústavů pro duševně nemocné, různé fáze růstu kostry, ukázky lidských vnitřností (odlitky jater, srdce, plic, průdušnic, velkých cév) a ukázky deformací mozku u potkanů, lymfatických systémů, struktury ledvin, průdušnic, jícnů a jater. Muzeum vlastní též tzv. Spitznerovu sbírku anatomických voskových modelů z 19. století.